# Spurwechselassistent
Dieser Artikel wurde auf der  Qualitätssicherungsseite des Portals Auto und Motorrad eingetragen. 
Bitte hilf mit, ihn zu verbessern, und beteilige dich an der Diskussion. (+)

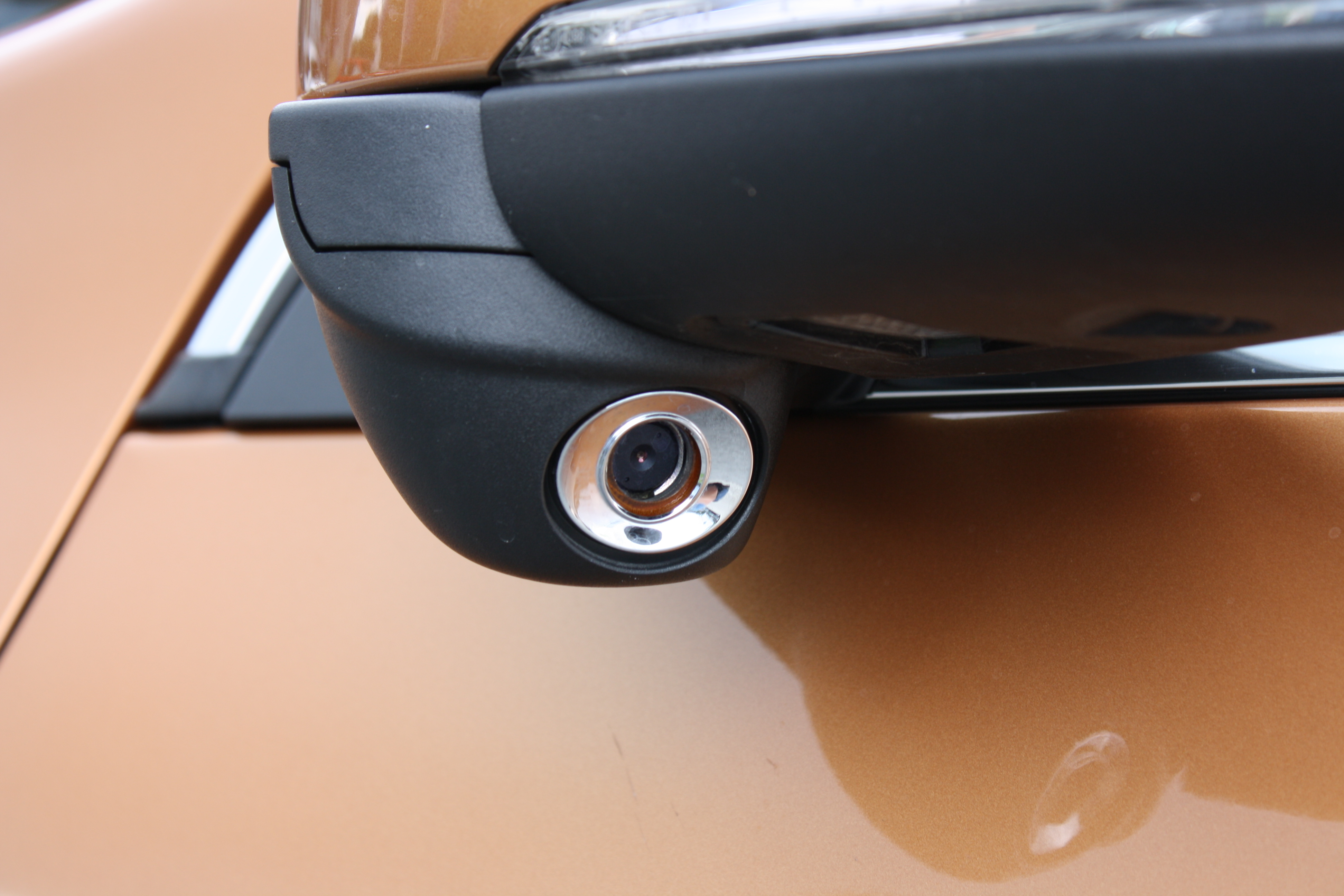
Spurwechselassistent-Kamera am Außenspiegel eines Volvo S60

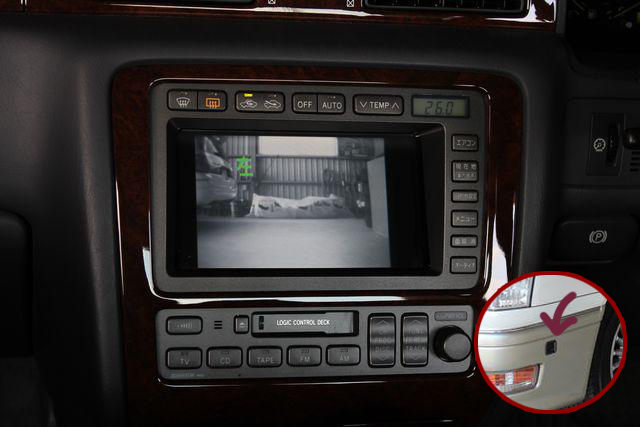
Bildschirm der Totwinkel-Assistent-Kamera im Toyota Crown S150 (1995–1999)

Der Spurwechselassistent (auch: Spurwechselunterstützung oder Totwinkel-Assistent) ist ein Fahrerassistenzsystem zur Warnung des Fahrers vor drohenden Kollisionen beim Spurwechsel.

## Funktionsweise
Die Erfassung von auf der Nachbarspur herannahenden Fahrzeugen erfolgt mittels Ultraschallsensoren, Radarsensoren (24 GHz oder 77 GHz), Kameras oder Laserscannern. Die modernen Sensoren sind in der Lage, Motorradfahrer, die sonst leicht übersehen werden, zu registrieren. Warnmeldungen an den Fahrer erfolgen auf unterschiedliche Weise, je nachdem, ob der Fahrtrichtungsanzeiger („Blinker“) betätigt wurde oder nicht.
Je nach verwendeter Sensorik unterscheidet sich der Erfassungsbereich für sich von hinten annähernde Fahrzeuge von ca. 3 m (Ultraschall) bis teilweise über 70 m (z. B. Radar). Nahbereichssensoren eignen sich lediglich für die Erfassung von Fahrzeugen im toten Winkel. Für aktive Spurwechselassistenten sind weiterreichende Sensoren nötig.
Für den Fall, dass kein Blinker betätigt ist, wird allenfalls eine optische Warnung ausgegeben. Ist der Blinker jedoch aktiv, wird eine höhere Warnstufe aktiviert, bei der die Warnung eindringlicher erfolgt, üblicherweise optisch durch schnellblinkende Leuchtanzeigen, meist im Bereich der Außenspiegel, akustisch mittels Warntönen oder haptisch durch Vibration des Lenkrads, der Fahrersitzfläche oder des Blinkerhebels.

## Aktiver Assistent
Unter aktiven Assistenzfunktionen wird verstanden, wenn der Spurwechselassistent nicht nur den Fahrer warnt, sondern auch aktiv in die Lenkung eingreift. Diese Varianten werden als active lane keeping assist, side assist oder Lane Change Support oder auto-steer bezeichnet. Hierbei muss das System entscheiden, in Richtung welcher zweier benachbarter Spuren es aktiv die Lenkung unterstützt: zurück auf die ursprüngliche Spur oder auf die andere Spur wechseln. Der Fahrer kann dabei am Lenkrad das System überstimmen.
Eine Überhol-Assistent genannte Funktion bezeichnet das selbständige Wechseln der Spur auf die benachbarte Spur durch das Fahrzeug, nachdem der Fahrer selbst zum Spurwechsel geblinkt hat. Sie ist zunächst nur auf Autobahnen mit getrennten Fahrbahnen verfügbar und sinnvoll anwendbar, da hier nicht mit Gegenverkehr gerechnet werden muss.

## Ausparkassistent
Die letzte Funktionserweiterung des Spurwechselassistenten stellt der Ausparkassistent dar. Dieser nutzt die gleiche Radarsensorik in der Heckschürze. Beim rückwärtigen Ausparken hilft dieser herannahende Autos zu erkennen. Die meisten Systeme geben dazu eine optische und eine akustische Warnung. Sowohl im VW Golf Sportsvan als auch im VW Passat B8 erfolgt sogar ein autonomer Bremseingriff, der eine Kollision verhindern oder zumindest abschwächen kann.

## Anwendung im Motorrad
Bei BMW Motorrad war ein side view assist SVA erstmals 2015 im Kraftrad Segment in der C 650 GT optional in den Seitenspiegeln verfügbar.